# Normvariante
Mit dem zusammengesetzten Begriff Normvariante (englisch normal variant) wird in der Medizin alles das bezeichnet, was nicht üblicherweise, sondern lediglich bei einem kleineren Teil einer vergleichbaren Bevölkerungsgruppe auftritt. Das Wort setzt sich zusammen aus „Norm“ im Sinne eines vereinbarten oder festgelegten Standards (Normwert). Dabei wird alles als normal bezeichnet, was in einem hohen Prozentsatz bei Gesunden vorliegt oder gefunden wird. Ferner ist enthalten der Begriff „Variante“ im Sinne einer „abweichenden Ausführung“, „Spielart“ oder „Abwandlung“.

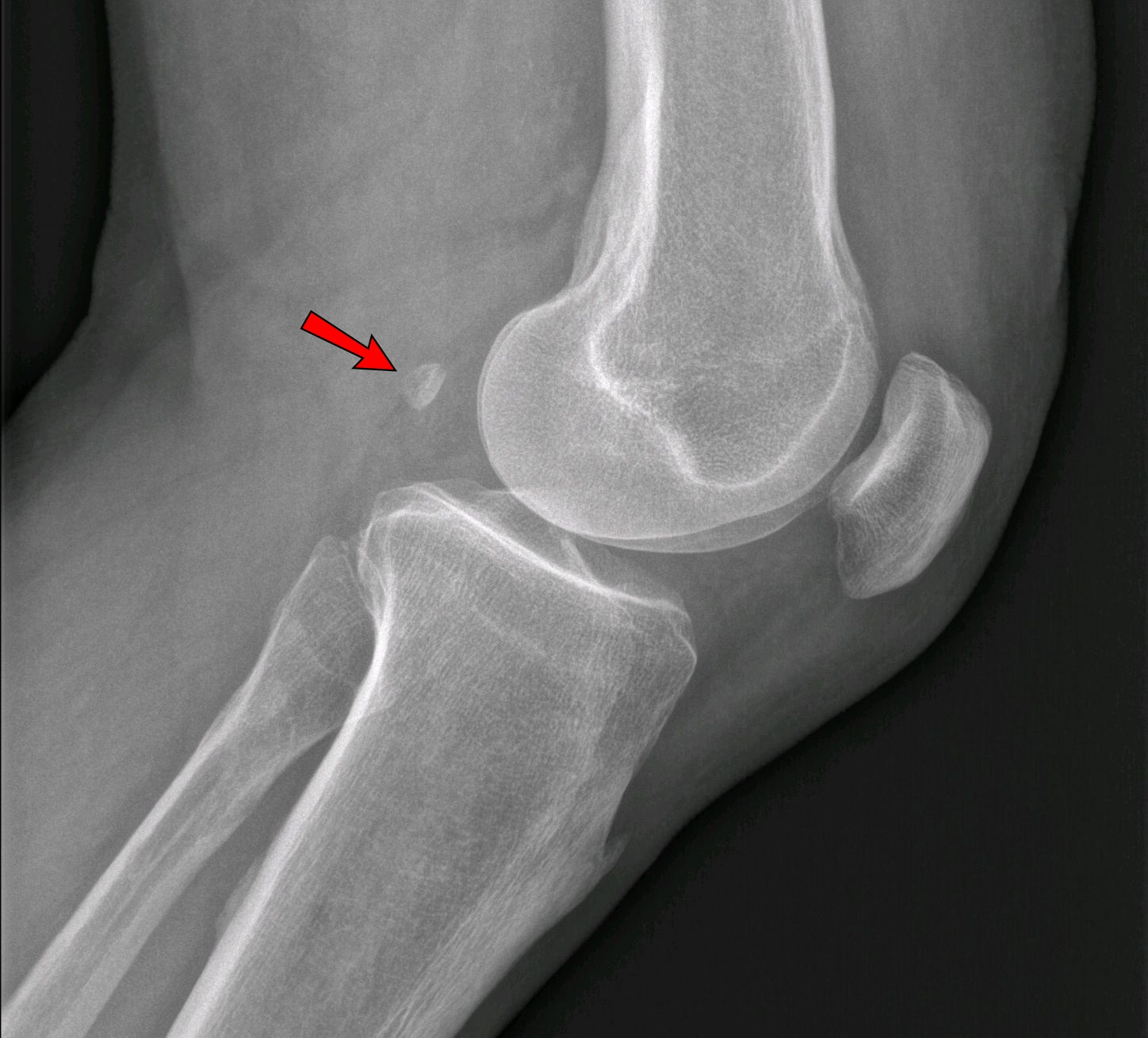
Fabella mit Pfeil markiert

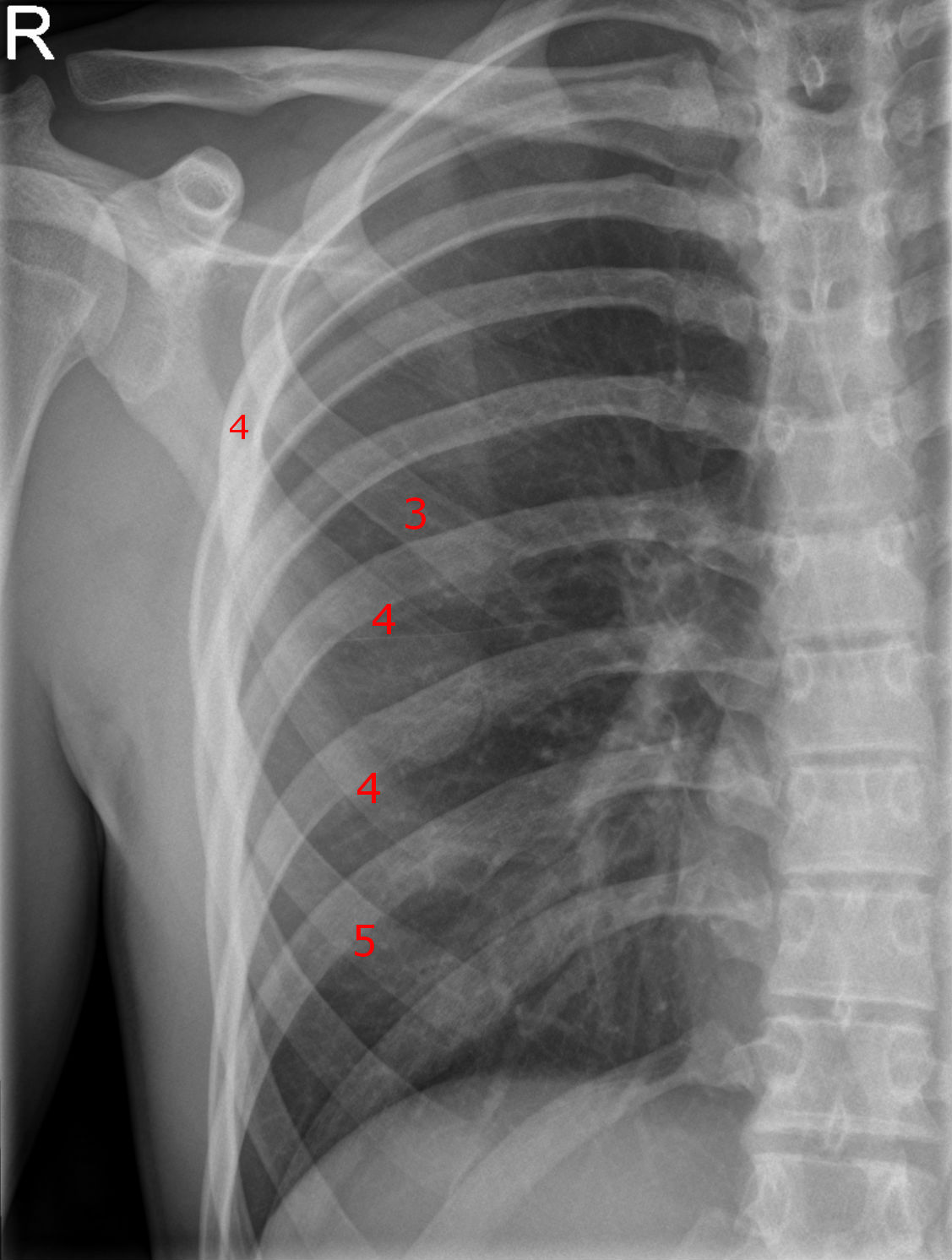
Gabelrippe rechts im Röntgenbild. Die 4. Rippe teilt sich vorne in zwei Enden auf.

Es handelt sich bei einer Normvariante demnach in der Regel um eine geringfügige, physiologische oder anatomische Abweichung von einem als Standard definierten Zustand oder Befund ohne krankhaften Hintergrund, die sich in einer als „normal“ anzusehenden Toleranz befindet. Dabei stellt die Differenzialdiagnostik einen Prozess zur Identifikation auch von Normvarianten dar. Auch sind die Grenzen zwischen Normvariante und pathologischem Befund nicht immer klar umrissen.

## Beispiele aus der Augenheilkunde
Im weiteren Sinne kann eine Normvariante auch eine regelmäßige, physiologische Abweichung von einer als Standard deklarierten Idealform darstellen. Ein Beispiel hierfür sind die Brechungsverhältnisse des menschlichen Auges. Hierbei gilt der Zustand der Emmetropie und vollkommenen Rechtsichtigkeit als „normal“, wird jedoch lediglich von einem Bruchteil der Menschen tatsächlich erreicht. Marginale Abweichungen mit dem Ergebnis einer gering ausgeprägten Ametropie ohne krankhaften Hintergrund und nachteilige Auswirkungen auf das Individuum sind hier die überwiegende Realität. Gleiches gilt für die Orthophorie und Heterophorie im Zusammenhang mit der Stellung der Augen sowie für eine manifeste, geringfügig unterschiedliche Pupillenweite des rechten und linken Auges. Im Sinne einer statistischen Verteilung wird so die Normvariante zum Standard.